# Victor Yarros
Victor S. Yarros, född 1865 i Ryssland, död 1956, var en amerikansk individualanarkist, författare, ateist och feminist verkande under det sena 1800-talet. Yarros medverkade i Benjamin Tuckers Liberty.